# Собачковые
Соба́чковые (лат. Blenniidae) — семейство лучепёрых рыб отряда собачкообразных (лат. Blenniiformes). Встречается в тропических и субтропических водах Атлантического, Тихого и Индийского океанов, некоторые виды обитают также в солоноватой и даже пресной воде.

## Описание
У собачковых тупая голова, большие глаза, большой непрерывный спинной плавник с 3—17 шипами. Удлинённое тело без чешуи. Плавательного пузыря нет. Xiphasia setifer длиной до 53 см, остальные виды гораздо меньше, большинство менее 15 см.
Донные животные. Обитают в скалистых рифах, в норах на дне, в раковинах моллюсков и других подходящих местах. Обычно встречаются на мелководье, могут ненадолго оставлять воду. Основной пищей для большинства видов являются мелкие донные ракообразные, моллюски и другие сидячие беспозвоночные, другие едят водоросли или планктон. Есть одиночные и колониальные виды.
Самцы крупнее самок, охраняют кладку яиц до вылупления мальков. У некоторых видов яйца могут задерживаться в яйцеводах до созревания мальков.
Эндемичная длиннощупальцевая морская собачка (Parablennius tentacularis), обитающая на Канарах, обильна в этих водах и является частью традиционной канарской кухни.

## Дочерние роды
- Aidablennius Whitley, 1947 — Морские собачки-сфинксы[2]:328
- Alloblennius Smith-Vaniz & Springer, 1971 — Аллоблениусы
- Alticus Lacepède, 1800 — Алтикусы
- Andamia Blyth, 1858 — Андамии
- Antennablennius Fowler, 1931 — Антеннаблениусы
- Aspidontus Cuvier, 1834 — Аспидонты[2]:328
- Atrosalarias Whitley, 1933 — Атросаларии[2]:328
- Bathyblennius Bath, 1977
- Blenniella Reid, 1943
- Blennius Linnaeus, 1758 — Морские собачки
- Chalaroderma Norman, 1944
- Chasmodes Valenciennes, 1836 — Хасмодесы[2]:329
- Cirripectes Swainson, 1839 — Циррипекты[2]:329
- Cirrisalarias Springer, 1976
- Coryphoblennius Norman, 1944 — Хохлатые морские собачки[2]:329
- Crossosalarias Smith-Vaniz & Springer, 1971 — Кроссосаларии[2]:329
- Dodekablennos Springer & Spreitzer, 1978
- Ecsenius McCulloch, 1923 — Эксены
- Enchelyurus Peters, 1869 — Энхелиуры[2]:329
- Entomacrodus Gill, 1859 — Энтомакроды[2]:329
- Exallias Jordan & Evermann, 1905 — Экзаллии[2]:329
- Glyptoparus Smith, 1959 — Глиптопарусы[2]:329
- Haptogenys Springer, 1972
- Hirculops Smith, 1959 — Гиркулопсы[2]:329
- Hypleurochilus Gill, 1861
- Hypsoblennius Gill, 1861 — Гипсобленниусы[2]:329
- Istiblennius Whitley, 1943 — Истибленниусы[2]:329
- Laiphognathus Smith, 1955 — Пятнистые собачки[2]:330
- Lipophrys Gill, 1896
- Litobranchus Smith-Vaniz & Springer, 1971
- Lupinoblennius Herre, 1942
- Meiacanthus Norman, 1944 — Лирохвостые собачки[2]:330
- Microlipophrys Almada, Almada, Guillemaud, Wirtz, 2005
- Mimoblennius Smith-Vaniz & Springer, 1971 — Мимобленниусы[2]:330
- Nannosalarias Smith-Vaniz & Springer, 1971 — Нанносаларисы[2]:330
- Oman Springer, 1985
- Omobranchus Valenciennes, 1836 — Омобранхи[2]:330
- Omox Springer, 1985 — Омоксы[2]:330
- Ophioblennius Gill, 1860 — Трамболиты[2]:330
- Parablennius Miranda Ribeiro, 1915 — Парабленниусы
- Parahypsos Bath, 1982
- Paralticus Springer & Williams, 1994
- Parenchelyurus Springer, 1972 — Сиорские собачки[2]:330
- Pereulixia Smith, 1959
- Petroscirtes Rüppell, 1830 — Петросциртесы[2]:330
- Phenablennius Springer & Smith-Vaniz, 1972
- Plagiotremus Gill, 1865 — Плагиотремы[2]:330
- Praealticus Schultz & Chapman, 1960 — Преальты[2]:330
- Rhabdoblennius Whitley, 1930 — Рабдобленниусы[2]:330
- Salaria Forsskål, 1775
- Salarias Cuvier, 1816 — Саларии[2]:330
- Scartella Jordan, 1886 — Скартеллы[2]:330
- Scartichthys Jordan & Evermann, 1898 — Скартихты[2]:330
- Spaniblennius Bath & Wirtz, 1989
- Stanulus Smith, 1959 — Станулусы[2]:330
- Xiphasia Swainson, 1839 — Ксифазии[2]:331

Всего в семействе собачковых 391 вид рыб.
- Самец морской собачки-сфинкса (Aidablennius sphynx)
- Blenniella periophthalmus
- Cirripectes vanderbilti
- Ecsenius axelrodi
- Ecsenius pictus
- Ecsenius stigmatura
- Ecsenius bicolor
- Meiacanthus atrodorsalis
- Адриатическая морская собачка (Microlipophrys adriaticus)
- Parablennius gattorugine
- Parablennius laticlavius
- Plagiotremus rhinorhynchos
- Salarias fasciatus